# Al Jawf (vùng)
Vùng Al-Jawf (tiếng Ả Rập: الجوف al-Ǧawf phát âm [alˈdʒoːf]), còn viết là Al-Jouf, là một vùng thuộc miền bắc của Ả Rập Xê Út. Vùng có biên giới quốc tế với các tỉnh Zarqa, Amman và Ma'an của Jordan về phía tây. Diện tích của vùng là 100.212 km² và có dân số đạt 440.009 người theo điều tra nhân khẩu vào năm 2010. Thành phố thủ phủ là Sakakah.
Vùng có ba tỉnh là Sakakah, Qurayyat và Dumat Al-Jandal.
Al Jawf có một vài di tích lịch sử như Az-Za'bel, thánh đường Umar ibn Al-Khattaab, làng Kaf và cung điện Qadeer nổi tiếng vì các bản khắc đá.

## Danh sách thống đốc
Các thống đốc của vùng từ đầu thập niên 1920:
- Hoàng tử Assaf al Husain, 1923
- Hoàng tử Abdullah bin Aqeel, 1924
- Hoàng tử Turki bin Ahmad bin Mohammed al Sudairi, 1926
- Hoàng tử Abdurrahman bin Saeed, từ 1928 đến 1929
- Hoàng tử Ibrahim al Nashmi, từ 1929 đến 1930
- Hoàng tử Turki bin Ahmad bin Mohammed al Sudairi, từ 1930 đến 1932
- Hoàng tử Abdu-Aziz bin Ahmad bin Mohammed al Sudairi, 1933-
- Hoàng tử Mohammed bin Ahmad bin Mohammed al Sudairi, từ 17 tháng 3 năm 1938, đến 5 tháng 9 năm 1943
- Hoàng tử Abdurrahman bin Ahmad bin Mohammed al Sudairi, 5 tháng 9 năm 1943-
- Hoàng tử Sultan bin Abdurrahman al Sudairi, 1989-
- Hoàng tử Abdul Ilah bin Abdulaziz al Saud, từ 1998 đến 2001
- Hoàng tử Fahd bin Badr bin Abdulaziz al Saud, 2001-